# Schiffsnummernverzeichnis
Das Schiffsnummernverzeichnis der Bundeswehr für Schiffe, Boote und Betriebsfahrzeuge der Deutschen Marine und des Wehrtechnischen Bereichs beinhaltet alle Einheiten, die bisher für die Bundesmarine und ab 1995 der Deutschen Marine in Dienst gestellt wurden.

## Beschreibung zum Schiffsnummernverzeichnis
Im nationalen Schiffsnummernverzeichnis finden sich die Identifikationskennzeichen, die offiziellen Schiffsnamen sowie Informationen zur Indienststellung, Standorte bzw. Heimathafen sowie zur Außerdienststellung und zum Verbleib.

### Veröffentlichungen und Pflege
Das Verzeichnis wird vom Bundesamt für Wehrtechnik und Beschaffung gepflegt und herausgegeben. Bis ca. 2005 wurde das Verzeichnis regelmäßig veröffentlicht. Seither ist es als  Verschlusssache nur für den Dienstgebrauch eingestuft und wird daher nicht mehr veröffentlicht.

### Inhaltlicher Aufbau des Schiffnummernverzeichnis
Im Schiffsnummernverzeichnis sind alle Einheiten nach ihrer Klasse sortiert aufgeführt. Einheiten gleichen Typs erhalten die gleiche Klassennummer. Abweichend hiervon werden die Tross- und Hilfsschiffe nach der Art des Aufgabengebietes zusammengefasst.
Damit unterschiedliche Ausrüstungsstände innerhalb einer Klasse kenntlich gemacht werden können, wird ein Buchstabe hinter der Klassennummer angefügt. Änderungen in diesem Sinne sind: Kampfwertsteigerungen, umfangreiche Um- und Nachrüstungen, Modernisierungen, Aufgabenänderungen und dergleichen.

### Klasseneinteilung
Die Klassen werden wie folgt eingeteilt:
- 100 Überwasserkampfschiffe
- 200 Unterwasserkampfschiffe
- 300 Minenkampffahrzeuge
- 400 Tender, Flottendienst- und UJagdboote, Torpedofangboote und Schulschiffe
- 500 Landungsfahrzeuge
- 600 Kleinkampffahrzeuge (ex NVA)
- 700 Tross- und Hilfsschiffe, Docks, Schlepper und Spezialfahrzeuge
- 900 Sicherheitsfahrzeuge, Rettungsboote, Verkehrsboote und Boote

### Status und Schifflebensläufe
Weiterhin werden im Schiffsnummernverzeichnis Angaben darüber gemacht, welchen Status eine Einheit hat. Bei Einheiten, die angekauft, geliehen oder übernommen wurden, ist die Herkunft dokumentiert. Das letzte Unterstellungsverhältnis, die Hullnummer und bei aktiven Einheiten das Funkrufzeichen sind ebenfalls aufgeführt. Aufgeführt sind auch geplante, aber nicht realisierte Projekte.
Das Schiffsnummernverzeichnis bildet eine Kurzchronik aller bisher verwendeten Einheiten der Bundesmarine/Deutschen Marine.